# Palacio Massandra
El Palacio Massandra es una villa castillo del emperador Alejandro III de Rusia en Massandra, en la costa sur de Crimea.
La construcción del edificio comenzó en 1881 y fue financiada por el hijo de Mijaíl Semiónovich Vorontsov, que había regresado recientemente de la guerra ruso-turca de 1877-78. La construcción del palacio, inicialmente diseñado por el arquitecto francés Étienne Bouchard en estilo Luis XIII, pronto se suspendió tras la muerte del príncipe Semyon Mikhailovich Vorontsov.
En 1889, la Agencia de Dominios Imperiales compró el palacio inacabado para Alejandro III de Rusia.  El nuevo propietario encargó a su arquitecto favorito, Maximilian Messmacher, la modernización del diseño de la villa. Aunque Masandra figuraba entre las residencias imperiales, ningún miembro de la realeza pasó la noche allí (prefería el vecino Palacio de Livadia).
Después de la Revolución de Octubre y antes de la Segunda Guerra Mundial, la residencia se utilizó como sanatorio gubernamental "Salud Proletaria" para personas enfermas de tuberculosis. Después de la Segunda Guerra Mundial se utilizó como casa de campo estatal (dacha) con el nombre de "Stalinskaya".
Después de la caída de la Unión Soviética, el Palacio Massandra se utilizó como una de las residencias oficiales ucranianas donde se firmaron los Acuerdos de Massandra en 1993. En 2014, después de la anexión rusa de Crimea, la residencia pasó a manos de la Administración de Asuntos Presidenciales de Rusia. En 2017 se inauguró un busto de Alejandro III frente a la villa.